# クーンズパッチ

クーンズパッチの例

数学においてクーンズパッチ（Coons patch）は、コンピュータグラフィックスで他の曲面を滑らかに結合するために使用される曲面パッチ

または多様体パラメータ化の一種であり、特に有限要素法や境界要素法などの計算力学アプリケーションでは、問題領域を要素に分割（メッシュ化）するために使用される。
クーンズパッチはスティーブン・アンソン・クーンズ（Steven Anson Coons）にちなんで名付けられ、1967年に発表された。

## バイリニアブレンディング
4つの空間曲線 c0(s), c1(s), d0(t), d1(t) が、4つのコーナーで交わる、すなわち c0(0) = d0(0), c0(1) = d1(0), c1(0) = d0(1), c1(1) = d1(1) とする。
このとき、c0 と c1 の間を、以下により線形補間することができる：
{\displaystyle L_{c}(s,t)=(1-t)c_{0}(s)+tc_{1}(s)}
同様に d0 と d1 の間を、以下により補間することができる：
{\displaystyle L_{d}(s,t)=(1-s)d_{0}(t)+sd_{1}(t)}
これらは、単位正方形上に定義される2つのルールドサーフェスを生成する。
また、4つのコーナー点に対するバイリニア補間は、別の曲面として以下のように定義される：
{\displaystyle B(s,t)=c_{0}(0)(1-s)(1-t)+c_{0}(1)s(1-t)+c_{1}(0)(1-s)t+c_{1}(1)st}
バイリニアブレンドされたクーンズパッチは、次の式で定義される曲面である：
{\displaystyle C(s,t)=L_{c}(s,t)+L_{d}(s,t)-B(s,t)}

## バイキュービックブレンディング
バイリニアクーンズパッチは、4つの境界曲線に正確に接するが、これら曲線における接平面が、隣接するパッチとで一致しない場合がある。
すると、パッチを結合した曲面に、これら曲線に沿って折り目（crease）が生じる。
この問題を解決するためには、線形補間の代わりに3次エルミートスプラインを使用し、各コーナーの偏微分が一致するように重みを選択する。
これにより、バイキュービックブレンドされたクーンズパッチが形成される。

### 訳注
1. ↑  
『曲面パッチとは、曲面の一部分（segment）であり、2つの自由度 {\displaystyle u} と {\displaystyle w} をもって空間を移動する点 [{\displaystyle x} {\displaystyle y} {\displaystyle z}] の軌跡として表現することができる。この点は、2つの独立したパラメトリック変数のベクトル関数であると言える。』 
Coons, S.A. (1974), “Surface Patches and B-spline Curves”, in Barnhill, Robert E.; Riesenfeld, Richard F., Computer Aided Geometric Design - Proceedings of a Conference Held at The University of Utah, Salt Lake City, Utah, March 18-21, 1974, New York: Academic Press, p. 1, ISBN 0-12-079050-5